# دورباش
دورباش هي قرية في مقاطعة تكاب، إيران. عدد سكان هذه القرية هو 1,067 في سنة 2006.